# Feyzabads flygplats
Feyzabads flygplats är en flygplats i Afghanistan. Den ligger i provinsen Badakhshan, i den nordöstra delen av landet, 300 kilometer norr om huvudstaden Kabul. Flygplatsen ligger 1 200 meter över havet. Närmaste större samhälle är provinshuvudstaden Feyzabad.